# Stenodema holsata
Stenodema holsata is een wants uit de familie van de blindwantsen (Miridae). De soort werd het eerst wetenschappelijk beschreven door Johan Christian Fabricius in 1787.

## Uiterlijk
De tamelijk slanke, langwerpige wants heeft meestal bijna volledige vleugels (submacropteer) en soms langvleugelig (macropteer) en kan 7 tot 8,5 mm lang worden. Graswantsen hebben een goede schutkleur voor de omgeving waarin ze leven. De mannetjes zijn strokleurig, de vrouwtjes zijn groen. Als het gras waar ze in leven verdort, verandert ook hun kleur. De overwinterende vrouwtjes worden dan strokleurig en de mannetjes bruin. De wants is slank maar is in het midden duidelijk breder dan de andere graswantsen uit dit genus en in tegenstelling tot een aantal andere vertegenwoordigers van dit genus hebben ze geen stekels aan de binnenkant van achterdijen van de slanke achterpoten. De kop heeft donkere lijnen langs de ogen die doorlopen tot over het halsschild en het scutellum. Het halsschild en scutellum hebben bovendien een lichte middenstreep en de voorvleugels een lichte brede zijrand. De antennes zijn opvallend lang. Stenodema holsata lijkt op Stenodema laevigata maar die is minder breed en heeft achterpoten die na de knie enigszins geknikt zijn. De wants kan ook verward worden met Acetropis gimmerthalii; die heeft echter een minder brede lichte zijrand aan de voorvleugels en een ander streeppatroon op het halsschild en de voorvleugels.

## Leefwijze
De soort doorstaat de winter als volwassen dier en de soort kent een enkele generatie per jaar. De volwassen dieren van de nieuwe generatie zijn vanaf juni te vinden in vochtige bossen en langs bospaden op grassen en russen zoals duinriet (Calamagrostis epigejos), pijpenstrootje (Molinia caerulea), struisgrassoorten (Agrostis), veldbiessoorten (Luzula) en bijvoorbeeld doddegrassoorten (Phleum).

## Leefgebied
Met uitzondering van de kustgebieden is de soort in Nederland algemeen. De verspreiding is Palearctisch, van Europa tot in het Verre Oosten.